# Plesina deserticola
Plesina deserticola är en tvåvingeart som beskrevs av Kugler 1978. Plesina deserticola ingår i släktet Plesina och familjen parasitflugor.
Artens utbredningsområde är Israel. Inga underarter finns listade i Catalogue of Life.